# Luli Miller
Luli Miller (Giruá, 1977) é uma atriz e modelo brasileira.

## Carreira
Luli se formou em farmácia, ainda em Porto Alegre. Com o objetivo de se tornar dona de seu próprio negócio, decidiu morar em São Paulo. Na capital paulista, passou a investir na carreira de modelo.
Pouco tempo depois, foi convidada para participar da Oficina de Atores da Rede Globo, na qual se saiu bem e foi convidada para participar de vários testes. Luli estreou na TV em 2007 na novela Paraíso Tropical, na Globo, vivendo a batalhadora e simpática Gilda. Em seguida, ingressou no elenco da minissérie Queridos Amigos, e a novela Paraíso. 
Em 2011, Luli se mudou para a TV Record, onde nos 3 anos seguintes participou da minissérie Sansão e Dalila, da novela Máscaras, e um episódio de Milagres de Jesus.
Fez também o espetáculo Festim Diabólico, no Teatro Nair Bello, em São Paulo, ao lado de André Fusko e Alexandre Barros.
Luli conheceu o ator Marco Ricca enquanto ambos faziam Paraíso Tropical, e estão juntos desde então, com o casamento gerando a filha Antonia.

## Filmografia
| Ano  | Título            | Papel          | Nota                       |
| ---- | ----------------- | -------------- | -------------------------- |
| 2007 | Paraíso Tropical  | Gilda Batista  | [ 4 ]                      |
| 2008 | Queridos Amigos   | Márcia Novaes  |                            |
| 2009 | Paraíso           | Nena Ferrabraz |                            |
| 2011 | Sansão e Dalila   | Jana           |                            |
| 2012 | Máscaras          | Mirella        |                            |
| 2014 | Milagres de Jesus | Sara           | Episódio: O Cego de Jericó |